# Vasantha Yogananthan
Vasantha Yogananthan (* 1985 in Grenoble) ist ein französischer Fotograf.

## Leben
Yogananthan hat eine französische Mutter und einen Sri-Lankischen Vater. Er lebt und arbeitet in Marseille, Frankreich. Er brachte sich die Fotografie ohne formelle Bildung bei.

## Werk
Für Yogananthan verschmelzen durch die analoge Fotografie, Leben und Kunst  in einem kreativen Raum, in welchem der Akt des Bildermachens in seiner ganzen Fülle verwirklicht werden kann. Für ihn ist gute Fotografie mit dem Vergehen von Zeit verbunden.
Projekte starten für Yogananthan mit Intuition. Er lässt sich auf den fotografischen Prozess ein, um mit der Zeit herauszufinden was genau und wie er Fotografieren möchte. Er versucht zu vermeiden eine bestimmte Denkweise zu beeinflussen oder ein Narrativ zu verstärken. Für ihn geht vielmehr um die (Re)kontextualisierung von Bildern im Einklang mit seinen ethischen Vorstellung, Moralen und eigenen Narrativen.
In seinen Arbeiten versucht Vasantha Yogananthan, die Dinge zu entfernen die zu illustrativ sind, zu viel Kontext geben und so den Spielraum der Vorstellungskraft zu sehr einschränken könnten.
Yogananthans Arbeiten sind in öffentlichen Sammlungen wie zum Beispiel im FOAM Museum Amsterdam dem CNAP(Centre national des arts plastiques), dem FRAC Sud oder FRAC Bretagne vertreten.

### Post-Dokumentarischer Begriff
In einem Interview aus seinem 2023 erschienenen Buch Mystery Street mit Taous Dahmani beschreibt Yogananthan seine Arbeiten mit dem Begriff „Post-Dokumentarisch“.
Für ihn liegt der Kern der Fotografie weder in rein intuitivem Arbeiten noch in ultra-konzeptuellen Ansätzen, sondern in etwas Offenem dem Dazwischen was möglicherweise ein bisschen schwer zu verstehen ist.
Bei der postdokumentarischen Arbeit geht es Yogananthan darum, genügend Elemente aus der Realität zu entfernen, um sie als Fiktion neu zu konfigurieren.

### Chose Commune
Vasantha Yogananthan gründete mit Cécile Poimbœuf-Koizumi 2014 das Varlagshaus Chose Commune um sein Buch Piémanson zu veröffentlichen.

## Monografien, Kataloge und Künstlerbücher (Auswahl)
- Mystery Street, Éditions Chose Commune, Fondation Hermes, Marseille, 2023, ISBN 979-10-96383-38-2
- Afterlife, Éditions Chose Commune, Paris, 2020, ISBN 979-10-96383-18-4
- Dandaka - Éditions Chose Commune, Paris, 2018, ISBN 979-10-96383-07-8
- Exile, Éditions Chose Commune, Paris, 2017, ISBN 979-10-96383-04-7
- Early Times, Éditions Chose Commune, Paris, 2016, ISBN 978-2-9548777-3-0
- Piémanson, Éditions Chose Commune, Paris, 2014, ISBN 978-2-9548777-0-9

## Ausstellungen

### Einzelausstellungen (Auswahl)
- 2024: Le Passé Composé – Les Rencontres d’Arles (Arles)[4]
- 2023: Mystery Street – International Center of Photography (New York)[5]
- 2023: A Myth of Two Souls – Belfast Photo Festival (Belfast)
- 2020: Afterlife – Deck (Singapore)[6]
- 2019: A Myth of Two Souls – Chanel Nexus Hall (Tokyo)
- 2019: Early Times – Fotokino (Marseille)
- 2015: Piémanson – Maison de l’Image Documentaire (Sète)

### Gruppenausstellungen (Auswahl)
- 2024: Turning The Page – Pier24 (San Francisco)
- 2023: Energy: Sparks from the Collection – V&A (London)
- 2019: Body Building – Ishara Art Foundation (Dubaï)
- 2017: Foam Talent – Frankfurter Kunstverein (Frankfurt)
- 2017: Illuminating India – Science Museum (London)
- 2013: Piémanson – Bibliothèque Nationale de France (Paris)

## Preise

### Preise (Auswahl)
- 2022: Bourse Emmanuèle Bernheim (Paris)
- 2019: Les Rencontres d’Arles – Photo-Text Book Award (Arles)
- 2018: Prix Camera Clara (Paris)
- 2017: ICP Infinity Award Emerging Photographer of the Year (New York)
- 2016: Prix Levallois (Paris)
- 2015: Magnum Photos International Award (London)